# Potos (mitologia)
Potos (en grec antic Πόθος), va ser, segons la mitologia grega, la personificació del Desig amorós. En algunes tradicions és fill de Zèfir i Iris. També se'l considera fill d'Afrodita. Segons la mitologia siriana, que està influïda per creences semítiques, Potos era considerat fill de Cronos i d'Astarte (Afrodita).
Formava part del seguici d'Afrodita, igual que Eros (déu de l'amor) i Hímer (que personifica la luxúria), i tots junts s'anomenaven els erotes, els quals no es diferenciaven gaire entre ells. Se'ls representava a tots com a joves alats, i a l'Olimp vivien al costat de les Càrites i les Muses.